# سلاح صوتي

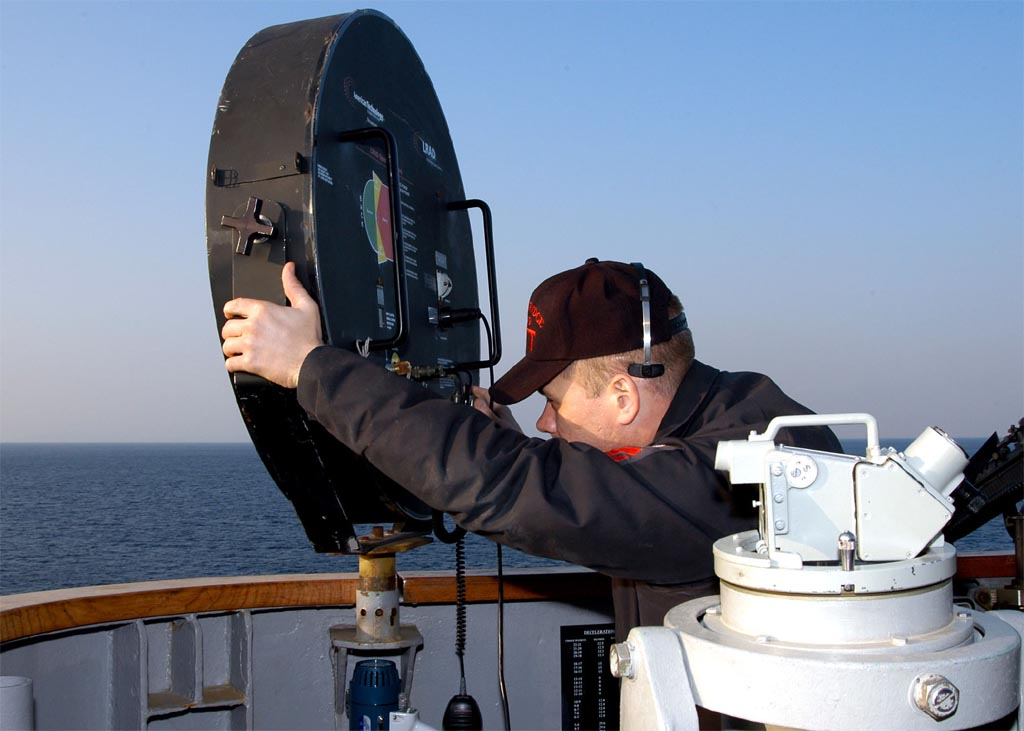
جهاز صوتي بعيد المدى (إل آر إيه دي) مستخدم على السفينة الأمريكية "بلو ريدج

الأسلحة الصوتية (بالإنجليزية: Sonic Weapons) أو الأسلحة فوق الصوتية هي أنواع من الأسلحة تستخدم الصوت لتعطيل أو شل حركة أو قتل الخصم.
تستخدم قوات الجيش والشرطة بعض الأسلحة الصوتية بشكل محدود.
بعض الأسلحة الصوتية تصنع شعاعاً مركزاً من الصوت أو الموجات فوق الصوتية
؛البعض الآخر ينتج مجالاً صوتياً موضعياً .
وتكون إما رصاص صوتي أو قنابل يدوية صوتية أو ألغام صوتية أو حتى قذائف مدفعية صوتية. وتقوم تلك الأسلحة بإحداث بؤرة صوت عالية أو فوق صوتية في مساحة معينة، ورغم أنها توصف بانها ذات ضرر محدود، إلا أنها يمكن أن تسبب الوفاة في ظروف معينة.

## الاستخدام والنشر
يمكن للموجات الصوتية ذات الطاقة العالية للغاية أن تعطل أو تدمر طبلة أذن الهدف وتسبب ألما شديداً أو ارتباكاً. وعادةً ما يكون هذا كافياً لإعاقة الشخص. ويمكن أن تتسبب الموجات الصوتية الأقل قوة بإصابة البشر بالغثيان أو الانزعاج.
اُقْتُرِحَت إمكانية وجود جهاز ينتج تردداً يسبب اهتزاز مقل العيون - وبالتالي تشويه الرؤية - من قبل باحث الخوارق فيك تاندي في تسعينيات القرن العشرين أثناء محاولته إزالة الغموض عن "وجود الأشباح" في مختبره في كوفنتري.
يُنْتِج الجهاز الصوتي بعيد المدى (إل آر إيه دي) مخروطا بزاوية 30 درجة من الصوت المسموع بترددات ضمن طيف السمع البشري (20 هرتز - 20 كيلو هرتز). اُسْتُخْدِم (إل آر إيه دي) من قبل طاقم السفينة السياحية "سيبورن سبيريت" في عام 2005 لردع القراصنة الذين طاردوا السفينة وهاجموها.
والأكثر شيوعاً استخدام هذا الجهاز وغيره من الأجهزة ذات التصميم المماثل لتفريق المتظاهرين ومثيري الشغب في جهود السيطرة على الحشود. ويسمى نظام مماثل "الجهاز الصوتي المغناطيسي".
تستخدم أجهزة الطنين الصوتية في المملكة المتحدة لردع المراهقين عن التسكُّع حول المتاجر في المناطق المستهدفة.
ويعمل الجهاز بإصدار انفجار فائق التردد (حوالي 19-20 كيلو هرتز) يكون المراهقون أو الأشخاص الذين تقل أعمارهم عن 20 عاما تقريبا عرضة له ويجدونه غير مريح.
يبدو أن ضعف السمع المرتبط بالعمر يمنع الصوت عالي النغمة من التسبب في إزعاج لمن هم في أواخر العشرينات وما فوق ، على الرغم من أن هذا يعتمد كليا على تعرض الشاب في الماضي لمستويات ضغط صوتي عالية.
في عامي 2020 و2021، استخدمت السلطات اليونانية مدافع صوتية بعيدة المدى لردع المهاجرين على الحدود التركية.
يستخدم الصوت عالي السعة لنمط معين بتردد قريب من ذروة حساسية السمع البشري (2-3 كيلو هرتز) كرادع للصوص.
استخدمت بعض قوات الشرطة مدافع الصوت ضد المتظاهرين ، على سبيل المثال خلال قمة مجموعة العشرين في بيتسبرغ عام 2009، واضطرابات فيرغسون عام 2014 ، واحتجاج خط أنابيب داكوتا عام 2016 في نورث داكوتا ، وغيرها. وأُفِيد بأن "هجمات صوتية" ربما حدثت في السفارة الأمريكية في كوبا في عامي 2016 و 2017 ("متلازمة هافانا") ، مما أدى إلى مشاكل صحية، بما في ذلك فقدان السمع، لدى موظفي الحكومة الأمريكية والكندية في السفارتين الأمريكية والكندية في هافانا.
ومع ذلك، تفترض التقارير الأحدث أن طاقة الميكروويف هي السبب   أو أن أجسامهم تخدع نفسها من خلال حالة نفسية جماعية ناتجة عن فترات طويلة من التوتر، مثل العمل في سفارة دولة تعتبر معادية لدولتك.

## البحوث
وقد وجدت الدراسات أن التعرض للموجات فوق الصوتية عالية الكثافة عند ترددات من 700 كيلو هرتز إلى 3.6 ميغاهيرتز يمكن أن يسبب تلف الرئة والأمعاء في الفئران.
أدت أنماط معدل ضربات القلب بعد التحفيز الصوتي الاهتزازي إلى عواقب سلبية خطيرة مثل الرفرفة الأذينية وبطء ضربات القلب.

## آثار أخرى بخلاف تلك المرتبطة بالاذنين
تضمنت التأثيرات الحيوية غير السمعية (غير المرتبطة بالسمع) على مختلف الأعضاء الداخلية والجهاز العصبي المركزي التحولات السمعية، وتغيير الحساسية الاهتزازية اللمسية، وتقلص العضلات، وتغيير وظائف القلب والأوعية الدموية، وتأثيرات الجهاز العصبي المركزي، والتأثيرات الدهليزية (الأذن الداخلية)، وتأثيرات جدار الصدر /أنسجة الرئة.
وجد الباحثون أن التعرض للسونار منخفض التردد يمكن أن يؤدي إلى خلخلة كبيرة وانخفاض حرارة الجسم وتمزق الأنسجة. ولم يوصى بإجراء تجارب متابعة.
تظهر الاختبارات التي أجريت على الفئران أن عتبة تلف الرئة والكبد تحدث عند حوالي 184 ديسيبل. ويزداد الضرر بسرعة مع زيادة الشدة.
ذكر المعهد الأمريكي لطب الموجات فوق الصوتية (AIUM) أنه لم تكن هناك أي تأثيرات بيولوجية مُثَبْتَة مرتبطة بحزمة صوتية غير مركزة بكثافة أقل من 100 ميغاواط / سم² SPTA أو حزم صوتية مركزة أقل من مستوى شدة 1 ميغاواط / سم² SPTA.
تضمنت الاضطرابات العصبية الناجمة عن الضوضاء لدى الغواصين المُعَرَّضِين لنغمات مستمرة منخفضة التردد لفترات تزيد عن 15 دقيقة في بعض الحالات ظهور مشاكل فورية وطويلة الأمد تؤثر على أنسجة المخ. وكانت الأعراض تشبه أعراض الأفراد الذين تعرضوا لإصابات طفيفة في الرأس. إحدى النظريات للآلية السببية هي أن التعرض للصوت لفترة طويلة أدى إلى إجهاد ميكانيكي كافٍ لأنسجة المخ للتسبب بالاعتلال الدِماغِيّ. وقد يعاني الغواصون والثدييات المائية أيضاً من إصابات في الرئة والجيوب الأنفية بسبب الصوت عالي الكثافة ومنخفض التردد.
ويرجع ذلك إلى سهولة انتقال الصوت منخفض التردد من الماء إلى الجسم، ولكن ليس إلى أي جيوب غازية في الجسم، والتي تعكس الصوت بسبب عدم تطابق المعاوقة الصوتية.

## قراءة إضافية
- Goodman, Steve (17 Aug 2012). Sonic Warfare: Sound, Affect, and the Ecology of Fear (بالإنجليزية). MIT Press. ISBN:978-0-262-51795-9. Archived from the original on 2024-01-24.

## روابط خارجية
- ‘’USA Today’’ report on cruise ship attack – Data on device used by cruise ship (صيغة المستندات المنقولة)